# بهار سومخ
بهار سومخ (به انگلیسی: Bahar Soomekh) (زاده ۳۰ مارس ۱۹۷۵ در شهر تهران) بازیگر یهودی تبار ایرانی-آمریکایی است که در سینمای هالیوود به فعالیت در زمینه بازیگری اشتغال دارد.
وی در فیلم‌های مطرح تصادف، مأموریت غیرممکن ۳ و اره ۳ بازی کرده‌است.

## زندگی‌نامه
بهار در سال ۱۹۷۹ بخاطر وقوع انقلاب ایران در سن ۴ سالگی به همراه والدین و خواهرش صبا سومخ به لس آنجلس، کالیفرنیا آمد. او در دانشگاه کالیفرنیا، سانتا باربارا تحصیل نمود و در یک شرکت مشغول به کار شد. همزمان او به کلاس‌های بازیگری نیز می‌رفت. اولین بازی بهار در سن ۲۷ سالگی در شوی تلویزیونی «Without a Trace» در قالب یک بازیگر میهمان بود. او در سال ۲۰۰۴ در فیلم تصادف ساخته پاول هگیس به ایفای نقش پرداخت. او همچنین در فیلم سیریانا بازی کرد که البته نقش او در نسخه اکران فیلم حذف شد. از دیگر فیلم‌های مطرحی که بهار در آن به ایفای نقش پرداخته می‌توان به «سریال ۲۴»، «مأموریت غیرممکن ۳» و «اره ۳» اشاره کرد. او در فیلم اره ۳ نقش دکتر لین را بازی کرد که یکی از مهمترین بازی‌های او به حساب می‌آید.
بهار در سال ۲۰۰۶ از سوی مجله پیپل در لیست ۱۰۰ زن زیبای جهان قرار گرفت.

## ازدواج
بهار در سال ۲۰۰۱ با یک مدیر تجاری به نام کلیتون ازدواج کرد. کلیتون برای ازدواج با بهار دینش را به یهودی تغییر داد. حالا آنها دارای سه فرزند هستند.

## فیلم‌شناسی
- درست مثل یک زن (۲۰۱۲)
- اره سه‌بعدی (۲۰۱۰)
- اره ۶ (۲۰۰۹)
- اره ۵ (۲۰۰۸)
- اره ۴ (۲۰۰۷)
- اره ۳ (۲۰۰۶)
- مأموریت غیرممکن ۳ (۲۰۰۶)
- ۲۴ (مجموعه تلویزیونی) (۲۰۰۵)
- سیریانا (۲۰۰۵)
- تصادف (۲۰۰۴)
- تنفس (۲۰۰۴)
- هتل عریان (۲۰۰۳)